# Nicolas de Marle
Nicolas de Marle est un compositeur de musique profane et sacrée actif à Noyon au milieu du XVIe siècle.

## Biographie
Il pourrait être originaire du bourg de Marle, au nord de Laon, dont est originaire le chancelier de France Henri de Marle. 
Parmi ses publications, la seule qui nous renseigne sur sa vie est la messe de 1568 : il était alors prêtre, et maître des enfants de chœur de l’illustre église de Noyon (la cathédrale). N’étant repéré nulle part ailleurs, on peut supposer qu’il a passé à Noyon le gros de sa carrière, si ce n’est la totalité.
Marle est un exemple de maître « mineur », mais dont les compositions, de bonne qualité, ont réussi à alimenter des presses parisiennes.

## Œuvre

### Musique sacrée

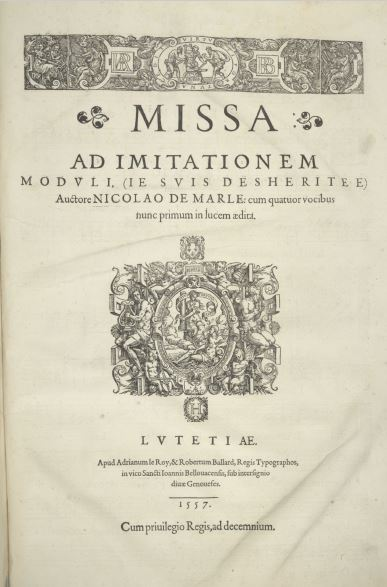
Page de titre de la messe Je suis desheritée de Nicolas de Marle (Paris, Le Roy & Ballard, 1558).

- Missa ad imitationem moduli, Je suis desheritee, auctore Nicolao de Marle : cum quatuor vocibus nunc primum in lucem edita. – Paris : Adrian Le Roy et Robert Ballard, 1557. In-folio, 8 f., mus. RISM M 708, Lesure 1955 n° 28.

Elle est écrite sur la chanson Je suis deshéritée de Pierre Cadéac, très connue à l’époque.
- Missa ad imitationem moduli Panis quem ego dabo, auctore Nicolao de Marle : cum quatuor vocibus, nunc primum in lucem aedita. – Paris : Adrian Le Roy & Robert Ballard, 1558. In-folio, 8 f., mus. RISM M 709, Lesure 1955 n° 45. Il existe des exemplaires datés 1559 (RISM M 710, Lesure 1955 n° 52).

Elle est écrite sur un motet Panis quem ego dabo non identifié.
- Missa cum quatuor vocibus, ad imitationem cantionis, O gente brunette, condita. Authore D. Nicolao de Marle, puerorum chorialium insignis ecclesiae Novionensis moderatore. – Paris : Nicolas du Chemin, 1568. In-folio, [12] f., mus. RISM M 711, Lesure 1953 n° 89, sur Gallica.

Elle est écrite sur une chanson grivoise de Mithou. Cette messe est réémise la même année sous un titre collectif, avec neuf autres (cf. Lesure 1953 n° 93).

### Musique profane
Douze chansons profanes sont publiées entre 1544 et 1554 chez trois imprimeurs parisiens : Pierre Attaingnant (RISM 15447, 154510, 15555 avec 6 chansons de sa main), Nicolas du Chemin (RISM 154928, 15507, 155012, 15516, 15519, 155421) et Adrian Le Roy et Robert Ballard (RISM 15714).
Leur écriture est essentiellement homophonique. La plus publiée est Une bergère un jour (1545), dont le succès lui a peut-être permis de publier d’autres pièces. De Marle composes sur des textes essentiellement anonymes, mais il s’en trouve de François Ier (roi de France) ou de Clément Marot.